# Sebességláz
Sebességláz (węg. Gorączka prędkości) – pierwszy studyjny album węgierskiego zespołu Ámokfutók, wydany przez Warner-Magneoton w 1994 roku na MC i CD. Album przez 32 tygodnie utrzymywał się na węgierskiej Top 40 album- és válogatáslemez-lista, najlepiej plasując się na szóstym miejscu.

## Lista utworów
1. "Bad Man" (4:00)
2. "Sebességláz" (4:05)
3. "Hé, várj!" (4:11)
4. "Haj-dujudú" (4:10)
5. "Elájulok tőled" (4:06)
6. "Add meg magad!" (4:00)
7. "Mr. Casanova" (4:43)
8. "Lazíts!" (4:00)
9. "Walk'n In The Dream" (4:09)
10. "Boszorkánydal" (4:17)
11. "Sírj!" (4:35)